# Ентропія активації
Ентропія активації (рос. энтропия активации, англ. entropy of activation) — різниця стандартних ентропій перехідного стану та основних станів реактантів ΔS#. Визначається зі залежності константи швидкості реакції k від температури за рівнянням
ΔS#= ΔH#/T– Rln(kB/h) + Rln(k/T), де ΔH# — вільна енергія активації.
Предекспонентний множник пов'язаний з ентропією активації, що дозволяє розрахувати її за експериментальними даними.